# Помонте (Ливорно)
Помонте је насеље у Италији у округу Ливорно, региону Тоскана.
Према процени из 2011. у насељу је живело 299 становника. Насеље се налази на надморској висини од 20 м.